# Peridroma ochronota
Peridroma ochronota là một loài bướm đêm trong họ Noctuidae.